# Piyapong Piew-on
Piyapong Piew-on (Thai: ปิยะพงษ์ ผิวอ่อน, RTGS: Piyaphong Phiu-on – Aussprache: [pìʔjáʔpʰoŋ pʰiwʔɔːn], andere Schreibweise: Piyapong Pue-On; * 14. November 1959 in Prachuap Khiri Khan) galt als einer der berühmtesten thailändischen Fußballspieler.

## Karriere

### Spieler

#### Verein
Piyapong Piew-on erlernte das Fußballspielen in der Jugendmannschaft des FC Royal Thai Air Force in Bangkok. Hier unterschrieb er am 1. Januar 1979 auch seinen ersten Vertrag. Nach 145 Ligaspielen wechselte er Ende Mai 1984 nach Südkorea, wo er einen Vertrag beim K League 1|Erstligisten Lucky-Goldstar Hwangso unterschrieb. 1985 feierte er mit dem Verein die Meisterschaft. Im Meisterjahr wurde er mit 12 Toren gemeinsam mit Kim Yong-se Torschützenkönig der Liga. Am 1. Juli 1986 wechselte er nach Malaysia zum Pahang FA. Nach drei Jahren kehrte er zu seinem ehemaligen Verein Royal Thai Air Force nach Thailand zurück. Am 1. Januar 1998 beendete er seine Karriere als Fußballspieler.

#### Nationalmannschaft
Zwischen 1981 und 1997 war er Stürmer der Thailändischen Fußballnationalmannschaft. Mit 103 Toren für die Nationalmannschaft ist er der Rekordtorschütze seines Landes. Viele Tore erzielte er aber bei von der FIFA nicht als A-Länderspiele anerkannten Spielen, beispielsweise im Rahmen der Olympiaqualifikation.

### Trainer
Nach Beendigung seiner Karriere als Fußballspieler wurde er direkt Trainer bei seinem letzten Verein FC Royal Thai Air Force. 1998 und 2000 wurde er mit dem Verein Vizemeister. Bei dem Verein stand er bis zum 30. November 2008 an der Seitenlinie. Im Januar 2009 unterschrieb er einen Vertrag als Cheftrainer beim Nakhon Pathom United FC. Der Verein aus Nakhon Pathom spielte ebenfalls in der ersten Liga und musste am Ende der Saison den Weg in die zweite Liga antregen. Nach dem Abstieg verließ er den Verein und ist seitdem vertrags- und vereinslos.

## Sonstiges
Piyapong spielte in dem thailändischen Film Born to Fight eine Nebenrolle.
Er belegte bei der Wahl zu Asiens Spieler des Jahrhunderts den 19. Platz.

## Erfolge

### Erfolge als Spieler
Lucky-Goldstar FC
- K League 1: 1985

### Erfolge als Trainer
Thai Premier League
- Vizemeister: 1998, 2000

## Auszeichnungen

### Auszeichnungen als Spieler
K League 1
- Torschützenkönig: 1985
- Top Assists: 1985
- Best XI: 1985

### Auszeichnungen als Trainer
Thai Premier League
- Trainer des Jahres: 1997, 1999